# Родолф Остин
Родолф Вилијам Остин (енгл. Rodolph William Austin; 1. јун 1985) јамајкански је фудбалер који игра на позицији везног играча. Трнеутно наступа за Портмор јунајтед.
Каријеру је почео у Портмор јунајтеду, а касније је отишао у Европу где се највише истакао у Лидс јунајтеду. Током 2022. године вратио се у Портмор јунајтед.
За репрезентацију Јамајке одиграо је 84 утакмица и постигао 7 голова.